# Greatest Hits, Vol. 1
Greatest Hits, Vol. 1 es el nombre del segundo álbum recopilatorio del cantante colombianoestadounidense Nicky Jam. Fue publicado el 4 de noviembre de 2014 por Sony Music Latin. Cuenta con el sencillo «Si tú no estás» con De La Ghetto, el cual fue promocionado como sencillo principal del disco.
Contó con una reedición especial, lanzada el 4 de noviembre de 2015 en donde se incluyó la canción «El perdón» como sencillo principal de la edición especial, incluyendo la versión con Enrique Iglesias, la cual también fue incluida en su tercer álbum de estudio titulado Fénix.

## Lista de canciones
| Edición estándar |                                                                    |          |  |
| N.º              | Título                                                             | Duración |  |
| 1.               | «Si tú no estás» (con De La Ghetto)                                | 3:38     |  |
| 2.               | «Travesuras»                                                       | 3:15     |  |
| 3.               | «Voy a beber»                                                      | 3:32     |  |
| 4.               | «Piensas en mí»                                                    | 4:15     |  |
| 5.               | «Curiosidad»                                                       | 3:24     |  |
| 6.               | «Juegos prohibidos»                                                | 3:12     |  |
| 7.               | «Tu primera vez»                                                   | 2:58     |  |
| 8.               | «Travesuras (Remix)» (con De La Ghetto, J Balvin, Arcángel y Zion) | 4:46     |  |
| 9.               | «Piensas en mí (Remix)» (con Jory, Luigi 21 Plus y Yelsid)         | 4:46     |  |
| 10.              | «Voy a beber (Remix)» (con Ñejo)                                   | 3:44     |  |
| 37:51            |                                                                    |          |  |

| Edición especial |                                                                    |          |  |
| N.º              | Título                                                             | Duración |  |
| 1.               | «El perdón (Remix)» (con Enrique Iglesias)                         | 3:27     |  |
| 2.               | «Si tú no estás» (con De La Ghetto)                                | 3:38     |  |
| 3.               | «Travesuras»                                                       | 3:15     |  |
| 4.               | «Voy a beber»                                                      | 3:32     |  |
| 5.               | «Piensas en mí»                                                    | 4:15     |  |
| 6.               | «Curiosidad»                                                       | 3:24     |  |
| 7.               | «Juegos prohibidos»                                                | 3:12     |  |
| 8.               | «Tu primera vez»                                                   | 4:46     |  |
| 9.               | «Travesuras (Remix)» (con De La Ghetto, J Balvin, Arcángel y Zion) | 4:46     |  |
| 10.              | «Piensas en mí (Remix)» (con Jory, Luigi 21 Plus y Yelsid)         | 4:46     |  |
| 11.              | «Voy a beber (Remix)» (con Ñejo)                                   | 3:44     |  |
| 12.              | «El perdón»                                                        | 3:25     |  |
| 44:44            |                                                                    |          |  |

## Gráficos
| Listas (2014)                               | Mejor posición |
| ------------------------------------------- | -------------- |
| Estados Unidos (Billboard Top Latin Albums) | 18             |